# Teodozy Rostocki
Tadeusz Teodozy Rostocki herbu Juńczyk OSBM (ur. w 1727 roku w okolicach Słonimia – zm. 25 stycznia 1805 roku w Petersburgu) – biskup chełmski, metropolita kijowski greckokatolicki, bazylianin, archimandryta dermański w 1785 roku, w 1792 przystąpił do konfederacji targowickiej.

## Życiorys
Ukończył studia w Kolegium Greckim św. Atanazego w Rzymie, święcenia kapłańskie przyjął w 1754, otrzymując tytuł profesora filozofii. Pełnił funkcję protoihumena litewskiej prowincji bazylianów. W latach 1784–1790 unicki biskup chełmski, od 1788 metropolita kijowski i zwierzchnik obrządku greckokatolickiego. Jako pierwszy w historii biskup unicki zasiadł w polskim Senacie (1790). W 1790 był członkiem Komisji Porządkowej Cywilno-Wojskowej dla powiatu żytomierskiego województwa kijowskiego.   
Był członkiem konfederacji Sejmu Czteroletniego.  Po trzecim rozbiorze Polski zatrzymany w Petersburgu na polecenie carycy Katarzyny II w celu kontrolowania kontaktów pomiędzy metropolitą a wiernymi przez władze carskie. Był zwolennikiem konstytucji 3 maja. 

## Odznaczenia
- Order Świętego Stanisława (1790).
- Order Orła Białego (1791)[7].